# Гринпорт (Њујорк)
Гринпорт (енгл. Greenport) град је у америчкој савезној држави Њујорк.

## Демографија
По попису из 2010. године број становника је 2.197, што је 149 (7,3%) становника више него 2000. године.
| Група             | 2000.         | 2010.         |
| Белци             | 1.348 (65,8%) | 1.177 (53,6%) |
| Афроамериканци    | 292 (14,3%)   | 229 (10,4%)   |
| Азијати           | 8 (0,4%)      | 14 (0,6%)     |
| Хиспаноамериканци | 353 (17,2%)   | 746 (34,0%)   |
| Укупно            | 2.048         | 2.197         |